# Konstantinos Jamalidis
Konstantinos Jamalidis –en griego, Κωνσταντίνος Χαμαλίδης– (16 de abril de 1996) es un deportista griego que compite en taekwondo.
En los Juegos Europeos de Cracovia 2023 consiguió una medalla de bronce en la categoría de –68 kg. Ganó una medalla de bronce en el Campeonato Europeo de Taekwondo de 2021, en la misma categoría.

## Palmarés internacional
| Juegos Europeos    | Juegos Europeos         | Juegos Europeos   | Juegos Europeos |
| Año                | Lugar                   | Medalla           | Categoría       |
| ------------------ | ----------------------- | ----------------- | --------------- |
| 2023               | Krynica-Zdrój (Polonia) | Medalla de bronce | –68 kg          |
| Campeonato Europeo |                         |                   |                 |
| Año                | Lugar                   | Medalla           | Categoría       |
| 2021               | Sofía (Bulgaria)        | Medalla de bronce | –68 kg          |